# Liste des monuments historiques de l'Eure (A-I)
Cet article recense une partie des monuments historiques de l'Eure, en France.
- Haut – A
- B
- C
- D
- E
- F
- G
- H
- I
- J
- K
- L
- M
- N
- O
- P
- Q
- R
- S
- T
- U
- V
- W
- X
- Y
- Z

## Liste
Pour des raisons de taille, la liste est découpée en deux. Cette partie regroupe les communes débutant de A à I. Pour les autres, voir la liste des monuments historiques de l'Eure (J-Z).
| Monument                                                     | Commune                                                            | Adresse                                                                             | Coordonnées                      | Notice                                       | Protection             | Date                | Illustration                                                 |
| ------------------------------------------------------------ | ------------------------------------------------------------------ | ----------------------------------------------------------------------------------- | -------------------------------- | -------------------------------------------- | ---------------------- | ------------------- | ------------------------------------------------------------ |
| Manoir de la Haule                                           | Aclou                                                              | Rue de la Grange-Dîmière                                                            | 49° 10′ 15″ nord, 0° 42′ 13″ est | « PA00099288 »                               | Classé                 | 2020                | Manoir de la Haule                                           |
| Église Saint-Denis d'Acon                                    | Acon                                                               | Rue des Laris                                                                       | 48° 45′ 56″ nord, 1° 06′ 05″ est | « PA27000027 »                               | Inscrit                | 1998                | Église Saint-Denis d'Acon                                    |
| Nécropole dolménique des Prés d'Acon                         | Acon                                                               | Les Prés d'Acon                                                                     | 48° 45′ 49″ nord, 1° 05′ 54″ est | « PA27000024 »                               | Inscrit                | 1998                | Nécropole dolménique des Prés d'Acon                         |
| Chapelle Saint-Mauxe d'Acquigny                              | Acquigny                                                           | Rue Saint-Mauxe Sentier du Cimetière                                                | 49° 10′ 11″ nord, 1° 11′ 11″ est | « PA00099289 »                               | Inscrit                | 1954                | Chapelle Saint-Mauxe d'Acquigny                              |
| Château d'Acquigny                                           | Acquigny                                                           | 1 rue Aristide-Briand                                                               | 49° 10′ 20″ nord, 1° 11′ 15″ est | « PA00099290 » « IA27000549 » « IA00019346 » | Inscrit Classé Inscrit | 1926 1946 1951 1993 | Château d'Acquigny                                           |
| Partie du parc du château d'Amfreville                       | Acquigny                                                           | Côte d'Aliot                                                                        | 49° 08′ 44″ nord, 1° 09′ 13″ est | « PA00132959 » « PA00099301 »                | Inscrit                | 1977 1994           | Partie du parc du château d'Amfreville                       |
| Église Sainte-Cécile                                         | Acquigny                                                           | Rue de l'Église                                                                     | 49° 10′ 20″ nord, 1° 11′ 10″ est | « PA00099291 »                               | Classé                 | 1975 2001           | Église Sainte-Cécile                                         |
| Enceinte préhistorique du Château-Robert                     | Acquigny                                                           | Le Château-Robert                                                                   | 49° 10′ 12″ nord, 1° 11′ 38″ est | « PA00099292 »                               | Classé                 | 1945                | Image manquante Téléverser                                   |
| Manoir de Becdal                                             | Acquigny                                                           | Becdal                                                                              | 49° 11′ 00″ nord, 1° 10′ 08″ est | « PA00099293 »                               | Inscrit                | 1978                | Image manquante Téléverser                                   |
| Pont des Planches d'Acquigny                                 | Acquigny                                                           | Les Planches                                                                        | 49° 09′ 21″ nord, 1° 10′ 40″ est | « PA27000069 »                               | Inscrit                | 2007                | Pont des Planches d'Acquigny                                 |
| Église Saint-Médard d'Ailly                                  | Ailly                                                              | Rue de l'Église Rue des Tilleuls                                                    | 49° 09′ 40″ nord, 1° 14′ 42″ est | « PA00099294 » « IA00017654 »                | Inscrit                | 1926                | Église Saint-Médard d'Ailly                                  |
| Manoir du Chapitre dit le Prieuré                            | Ailly                                                              | 2 rue de l'Église                                                                   | 49° 09′ 39″ nord, 1° 14′ 39″ est | « PA27000030 » « IA00017655 »                | Inscrit                | 1998                | Manoir du Chapitre dit le Prieuré                            |
| Croix de cimetière d'Aizier                                  | Aizier                                                             | Le Bourg                                                                            | 49° 25′ 51″ nord, 0° 37′ 35″ est | « PA00099295 »                               | Inscrit                | 1965                | Image manquante Téléverser                                   |
| Église Saint-Pierre d'Aizier                                 | Aizier                                                             | Le Bourg                                                                            | 49° 25′ 51″ nord, 0° 37′ 35″ est | « PA00099296 » « IA00018909 »                | Classé Inscrit         | 1913 1961           | Église Saint-Pierre d'Aizier                                 |
| Maladrerie Saint-Thomas-Becket                               | Aizier                                                             |                                                                                     | 49° 25′ 20″ nord, 0° 37′ 18″ est | « PA00125430 » « IA00018905 »                | Inscrit                | 1993                | Maladrerie Saint-Thomas-Becket                               |
| Quai antique d'Aizier                                        | Aizier                                                             |                                                                                     | 49° 25′ 47″ nord, 0° 37′ 25″ est | « PA00125429 » « IA27000300 »                | Inscrit                | 1993                | Image manquante Téléverser                                   |
| Allée couverte d'Aizier                                      | Aizier                                                             | Chemin rural de la Douane                                                           | 49° 25′ 51″ nord, 0° 37′ 36″ est | « PA27000031 »                               | Inscrit                | 1999                | Allée couverte d'Aizier                                      |
| Église Saint-Aubin de Saint Aubin-sur-Risle                  | Ajou                                                               | Saint-Aubin-sur-Risle Rue de l'Église                                               | 48° 58′ 17″ nord, 0° 45′ 45″ est | « PA00099297 » « IA00019391 »                | Inscrit                | 1955                | Église Saint-Aubin de Saint Aubin-sur-Risle                  |
| Église Saint-Germain d'Alizay                                | Alizay                                                             | Rue de l'Andelle                                                                    | 49° 19′ 14″ nord, 1° 10′ 28″ est | « PA00099298 » « IA00017936 »                | Inscrit                | 1926                | Église Saint-Germain d'Alizay                                |
| Dolmen de Rugles                                             | Ambenay                                                            | Les Prés de la Forge                                                                | 48° 50′ 06″ nord, 0° 42′ 49″ est | « PA00099299 »                               | Classé                 | 1900                | Dolmen de Rugles                                             |
| Église Saint-Martin d'Ambenay                                | Ambenay                                                            | Rue de la Gare                                                                      | 48° 50′ 10″ nord, 0° 43′ 43″ est | « PA00099300 »                               | Inscrit                | 1926                | Église Saint-Martin d'Ambenay                                |
| Château d'Amfreville                                         | Amfreville-sur-Iton                                                | Rue de l'Église                                                                     | 49° 08′ 44″ nord, 1° 09′ 13″ est | « PA00099301 » « IA00019359 »                | Inscrit                | 1977 1994           | Château d'Amfreville                                         |
| Église Notre-Dame d'Amfreville-sur-Iton                      | Amfreville-sur-Iton                                                | Rue de l'Église                                                                     | 49° 08′ 45″ nord, 1° 09′ 08″ est | « PA00099302 » « IA00019358 »                | Inscrit                | 1955                | Église Notre-Dame d'Amfreville-sur-Iton                      |
| Château de Canteloup                                         | Amfreville-sous-les-Monts                                          | Rue du Val-Pitan                                                                    | 49° 18′ 49″ nord, 1° 14′ 37″ est | « PA27000017 »                               | Inscrit                | 1997                | Château de Canteloup                                         |
| Manoir de Senneville                                         | Amfreville-sous-les-Monts                                          | Senneville                                                                          | 49° 17′ 38″ nord, 1° 16′ 49″ est | « PA00099303 » « IA00017306 »                | Classé Inscrit         | 1975                | Manoir de Senneville                                         |
| Moulin d'Andé                                                | Andé                                                               | Route du Moulin La Côte du Moulin                                                   | 49° 14′ 15″ nord, 1° 14′ 52″ est | « PA00135535 » « IA00019369 »                | Inscrit Classé Inscrit | 1995 2008           | Moulin d'Andé                                                |
| Tour de l'Horloge                                            | Les Andelys                                                        | 93 rue de la Sous-préfecture Ruelle de l'Horloge                                    | 49° 14′ 55″ nord, 1° 24′ 55″ est | « PA00099309 » « IA00017501 »                | Inscrit                | 1933                | Tour de l'Horloge                                            |
| Château Gaillard                                             | Les Andelys                                                        | Le Petit-Andely                                                                     | 49° 14′ 17″ nord, 1° 24′ 10″ est | « PA00099304 »                               | Classé                 | 1862 1926 1927 1928 | Château Gaillard                                             |
| Collégiale Notre-Dame des Andelys                            | Les Andelys                                                        | Rue Louis-Pasteur                                                                   | 49° 14′ 51″ nord, 1° 25′ 20″ est | « PA00099305 » « IA00017456 »                | Classé                 | 1840                | Collégiale Notre-Dame des Andelys                            |
| Église Saint-Sauveur du Petit-Andely                         | Les Andelys                                                        | Place Saint-Sauveur                                                                 | 49° 14′ 32″ nord, 1° 23′ 59″ est | « PA00099306 » « IA00017455 »                | Classé                 | 1840                | Église Saint-Sauveur du Petit-Andely                         |
| Enceinte du Grand-Andely                                     | Les Andelys                                                        | Rue des Remparts                                                                    | 49° 14′ 54″ nord, 1° 25′ 06″ est | « PA00099307 » « IA00017480 »                | Inscrit                | 1926                | Enceinte du Grand-Andely                                     |
| Hospice Saint-Jacques                                        | Les Andelys                                                        | Le Petit-Andely Rue de l'Hôpital                                                    | 49° 14′ 46″ nord, 1° 23′ 43″ est | « PA00099308 » « IA00017454 »                | Classé                 | 1964                | Hospice Saint-Jacques                                        |
| Théâtre romain des Andelys                                   | Les Andelys                                                        | Noyers Bois-Renard                                                                  | 49° 15′ 25″ nord, 1° 24′ 33″ est | « PA00099310 » « IA00017500 »                | Classé                 | 1928                | Théâtre romain des Andelys                                   |
| Église Saint-André d'Appeville-Annebault                     | Appeville-Annebault                                                | Chemin de l'Église                                                                  | 49° 19′ 49″ nord, 0° 38′ 36″ est | « PA00099311 » « IA00019609 »                | Classé                 | 1862                | Église Saint-André d'Appeville-Annebault                     |
| Chapelle de Bethléem                                         | Aubevoye                                                           | Bethléem                                                                            | 49° 10′ 29″ nord, 1° 19′ 35″ est | « PA00099312 » « IA00017663 »                | Crypte seule inscrite  | 1933                | Chapelle de Bethléem                                         |
| Château de Gaillon                                           | Aubevoye                                                           | Les Jardins de Bas (partie nord)                                                    | 49° 09′ 57″ nord, 1° 19′ 38″ est | « PA27000001 » « IA00017666 »                | Classé Inscrit         | 1862 1965 1996      | Château de Gaillon                                           |
| Église Saint-Georges d'Aubevoye                              | Aubevoye                                                           | Rue Saint-Georges                                                                   | 49° 10′ 11″ nord, 1° 19′ 41″ est | « PA00099313 » « IA00017662 »                | Inscrit                | 2009                | Église Saint-Georges d'Aubevoye                              |
| Église Saint-André d'Autheuil-Authouillet                    | Autheuil-Authouillet                                               | Authouillet Rue Yves-Montand                                                        | 49° 05′ 27″ nord, 1° 17′ 14″ est | « PA00099315 » « IA00017677 »                | Classé                 | 1958                | Église Saint-André d'Autheuil-Authouillet                    |
| Ferme du Fort                                                | Authevernes                                                        | Place du Fort                                                                       | 49° 13′ 05″ nord, 1° 38′ 17″ est | « PA00099314 » « IA00017805 »                | Inscrit                | 1933                | Ferme du Fort                                                |
| Château fort d'Avrilly                                       | Avrilly                                                            | Rue des Chênes                                                                      | 48° 55′ 49″ nord, 1° 08′ 23″ est | « PA27000080 »                               | Inscrit                | 2010                | Château fort d'Avrilly                                       |
| Église Saint-Crépin-et-Saint-Crépinien de Barc               | Barc                                                               | Rue de l'Église Rue du Pressoir                                                     | 49° 04′ 07″ nord, 0° 49′ 23″ est | « PA00099316 » « IA00018729 »                | Inscrit                | 1927                | Église Saint-Crépin-et-Saint-Crépinien de Barc               |
| Château d'Yville                                             | Barneville-sur-Seine                                               | Le Parc (partie sud-ouest)                                                          | 49° 23′ 46″ nord, 0° 52′ 37″ est | « PA27000052 » « PA00101093 »                | Inscrit                | 1931 2002           | Château d'Yville                                             |
| Château de la Vacherie                                       | Barquet                                                            | La Vacherie Chemin du Château                                                       | 49° 02′ 18″ nord, 0° 49′ 48″ est | « PA00099317 » « IA00018739 »                | Inscrit                | 1931                | Château de la Vacherie                                       |
| Église Saint-Jean-Baptiste de la Vacherie                    | Barquet                                                            | Rue de la Chapelle                                                                  | 49° 02′ 04″ nord, 0° 49′ 58″ est | « PA00099318 » « IA00018741 »                | Inscrit                | 1965                | Église Saint-Jean-Baptiste de la Vacherie                    |
| Manoir du Bois-Baril                                         | La Barre-en-Ouche                                                  | Le Bois Baril                                                                       | 48° 55′ 50″ nord, 0° 38′ 37″ est | « PA00099319 » « IA00019408 »                | Inscrit Classé         | 1939 1942           | Image manquante Téléverser                                   |
| Manoir de Barville                                           | Barville                                                           |                                                                                     | 49° 09′ 30″ nord, 0° 28′ 49″ est | « PA00099320 »                               | Inscrit                | 1933                | Image manquante Téléverser                                   |
| Alignement des Bruyères                                      | Les Baux-Sainte-Croix                                              | Les Bruyères                                                                        | 48° 57′ 00″ nord, 1° 06′ 13″ est | « PA00099321 »                               | Classé                 | 1975                | Alignement des Bruyères                                      |
| Chapelle des Minières de Beaubray                            | Beaubray                                                           | Rue de la Croix-du-Friche Les Minières                                              | 48° 55′ 05″ nord, 0° 54′ 54″ est | « PA27000025 »                               | Inscrit                | 1998                | Chapelle des Minières de Beaubray                            |
| Église Notre-Dame de Beauficel-en-Lyons                      | Beauficel-en-Lyons                                                 | Place de l'Église                                                                   | 49° 24′ 27″ nord, 1° 31′ 25″ est | « PA00099322 » « IA00016863 »                | Inscrit                | 1940                | Église Notre-Dame de Beauficel-en-Lyons                      |
| Château de Beaumesnil                                        | Beaumesnil                                                         | Rue du Château                                                                      | 49° 00′ 50″ nord, 0° 42′ 41″ est | « PA00099323 » « IA27000550 » « IA00019417 » | Inscrit Classé Inscrit | 1926 1966 1997      | Château de Beaumesnil                                        |
| Église Saint-Pierre de Beaumontel                            | Beaumontel                                                         | Sente de l'Église                                                                   | 49° 05′ 19″ nord, 0° 45′ 59″ est | « PA00099326 » « IA00018774 »                | Classé Inscrit         | 1862 1978           | Église Saint-Pierre de Beaumontel                            |
| Ferme Hervieu                                                | Beaumontel                                                         | 1, Beaumont-la-Ville                                                                | 49° 05′ 46″ nord, 0° 46′ 39″ est | « PA27000086 » « IA00018778 »                | Inscrit                | 2015                | Ferme Hervieu                                                |
| Église Saint-Nicolas de Beaumont-le-Roger                    | Beaumont-le-Roger                                                  | Place de l'Église Rue Saint-Nicolas                                                 | 49° 04′ 54″ nord, 0° 46′ 42″ est | « PA00099325 » « IA00018751 »                | Classé                 | 1909                | Église Saint-Nicolas de Beaumont-le-Roger                    |
| Manoir du Hom                                                | Beaumont-le-Roger                                                  | Chemin du Hom                                                                       | 49° 04′ 03″ nord, 0° 46′ 58″ est | « PA00099629 » « IA00018757 »                | Inscrit                | 1989                | Manoir du Hom                                                |
| Prieuré de la Sainte-Trinité                                 | Beaumont-le-Roger                                                  | Rue de l'Abbaye                                                                     | 49° 04′ 58″ nord, 0° 46′ 33″ est | « PA00099324 » « IA00018750 »                | Classé                 | 1916                | Prieuré de la Sainte-Trinité                                 |
| Abbaye Notre-Dame du Bec                                     | Le Bec-Hellouin                                                    | Place de l'Abbé-Hellouin                                                            | 49° 13′ 57″ nord, 0° 43′ 18″ est | « PA00099327 »                               | Classé                 | 2008                | Abbaye Notre-Dame du Bec                                     |
| Logis abbatial de Notre-Dame du Bec                          | Le Bec-Hellouin                                                    | Abbaye Notre-Dame-du-Bec                                                            | 49° 13′ 46″ nord, 0° 43′ 14″ est | « PA00099328 »                               | Classé                 | 2008                | Logis abbatial de Notre-Dame du Bec                          |
| Croix de cimetière de Bérengeville-la-Campagne               | Bérengeville-la-Campagne                                           | Rue de l'Église                                                                     | 49° 06′ 45″ nord, 1° 03′ 51″ est | « PA00099329 »                               | Inscrit                | 1955                | Image manquante Téléverser                                   |
| Abbaye Notre-Dame de Bernay                                  | Bernay                                                             | Rue de l'Abbatiale Place Gustave-Héon Rue de la Victoire Rue Léon-Puel Rue Gambetta | 49° 05′ 23″ nord, 0° 35′ 53″ est | « PA00099330 » « IA00018065 »                | Classé Inscrit         | 1862 1965 1999      | Abbaye Notre-Dame de Bernay                                  |
| Église Notre-Dame-de-la-Couture de Bernay                    | Bernay                                                             | Rue du Repos                                                                        | 49° 04′ 57″ nord, 0° 35′ 50″ est | « PA00099331 »                               | Classé                 | 1906                | Église Notre-Dame-de-la-Couture de Bernay                    |
| Église Sainte-Croix de Bernay                                | Bernay                                                             | Place Sainte-Croix                                                                  | 49° 05′ 29″ nord, 0° 35′ 55″ est | « PA00099332 » « IA00018064 »                | Inscrit                | 1927                | Église Sainte-Croix de Bernay                                |
| Hôtel de la Gabelle                                          | Bernay                                                             | 4 rue du Général-de-Gaulle                                                          | 49° 05′ 16″ nord, 0° 35′ 36″ est | « PA00099333 » « IA00018060 »                | Inscrit                | 1928 1964           | Hôtel de la Gabelle                                          |
| Immeuble du 6 rue Auguste-Leprevost à Bernay                 | Bernay                                                             | 6 rue Auguste-Leprevost                                                             | 49° 05′ 21″ nord, 0° 35′ 45″ est | « PA00099334 » « IA00018071 »                | Inscrit Classé         | 1927 1952           | Immeuble du 6 rue Auguste-Leprevost à Bernay                 |
| Immeuble du 8 rue Auguste-Leprevost à Bernay                 | Bernay                                                             | 8 rue Auguste-Leprevost                                                             | 49° 05′ 21″ nord, 0° 35′ 45″ est | « PA00099335 » « IA00018072 »                | Inscrit                | 1927                | Immeuble du 8 rue Auguste-Leprevost à Bernay                 |
| Maison                                                       | Bernay                                                             | 6 rue Thiers                                                                        | 49° 05′ 22″ nord, 0° 35′ 45″ est | « PA00099338 »                               | Inscrit                | 1933                | Maison                                                       |
| Maison                                                       | Bernay                                                             | 9 rue Thiers                                                                        | 49° 05′ 23″ nord, 0° 35′ 46″ est | « PA00099339 » « IA00018061 »                | Inscrit                | 1932                | Maison                                                       |
| Maison                                                       | Bernay                                                             | 16 rue de Lisieux                                                                   | 49° 05′ 27″ nord, 0° 35′ 37″ est | « PA00099336 »                               | Inscrit                | 1933                | Maison                                                       |
| Maison                                                       | Bernay                                                             | 5 rue des Sources                                                                   | 49° 05′ 28″ nord, 0° 35′ 38″ est | « PA00099337 »                               | Inscrit                | 1933                | Maison                                                       |
| Église Notre-Dame-de-l'Assomption de Bernouville             | Bernouville                                                        | Rue du Haut-Parquet                                                                 | 49° 17′ 21″ nord, 1° 41′ 41″ est | « PA00099340 » « IA00017819 »                | Inscrit                | 1927                | Église Notre-Dame-de-l'Assomption de Bernouville             |
| Église Saint-Ouen de Berthenonville                          | Berthenonville                                                     | Rue de l'Église                                                                     | 49° 11′ 00″ nord, 1° 39′ 34″ est | « PA00099341 » « IA00017112 »                | Inscrit                | 1926                | Église Saint-Ouen de Berthenonville                          |
| Église Saint-Mélaine de Berville-sur-Mer                     | Berville-sur-Mer                                                   | Rue du Bac                                                                          | 49° 25′ 59″ nord, 0° 21′ 38″ est | « PA00099342 » « IA00054711 »                | Inscrit                | 1928                | Église Saint-Mélaine de Berville-sur-Mer                     |
| Manoir de Berville-sur-Mer                                   | Berville-sur-Mer                                                   | Le Marollet Rue de la Côte-Cousin                                                   | 49° 25′ 15″ nord, 0° 21′ 31″ est | « PA00099343 » « IA00054717 »                | Inscrit                | 1971                | Manoir de Berville-sur-Mer                                   |
| Château de la Fontaine-du-Houx                               | Bézu-la-Forêt                                                      | La Fontaine du Houx                                                                 | 49° 24′ 42″ nord, 1° 37′ 21″ est | « PA00099344 » « IA00016870 »                | Inscrit                | 1971                | Château de la Fontaine-du-Houx                               |
| Église Saint-Martin                                          | Bézu-la-Forêt                                                      | Chemin rural de Bézu-la-Forêt à Bosquentin                                          | 49° 24′ 29″ nord, 1° 37′ 43″ est | « PA27000026 » « IA00016873 »                | Classé                 | 2003                | Église Saint-Martin                                          |
| Monument funéraire de Pierre Seyer                           | Bois-Jérôme-Saint-Ouen                                             | Rue de l'Abbé-Seyer Place de l'Église                                               | 49° 06′ 06″ nord, 1° 32′ 30″ est | « PA00099345 » « IA00017121 »                | Inscrit                | 1933                | Monument funéraire de Pierre Seyer                           |
| Église Saint-Aubin de Boisney                                | Boisney                                                            | Grande Rue                                                                          | 49° 09′ 14″ nord, 0° 39′ 18″ est | « PA00099346 »                               | Classé                 | 1862                | Église Saint-Aubin de Boisney                                |
| Église Saint-Julien de Bois-Normand-près-Lyre                | Bois-Normand-près-Lyre                                             | Le Bourg RD 37                                                                      | 48° 53′ 55″ nord, 0° 41′ 52″ est | « PA00099347 »                               | Classé                 | 1922                | Église Saint-Julien de Bois-Normand-près-Lyre                |
| Château de Tilly                                             | Boissey-le-Châtel                                                  | Allée de Guise                                                                      | 49° 16′ 28″ nord, 0° 47′ 11″ est | « PA00099348 » « IA00018381 »                | Inscrit                | 1932 2007           | Château de Tilly                                             |
| Château de Bosc-Bénard-Commin                                | Bosc-Bénard-Commin                                                 |                                                                                     | 49° 19′ 02″ nord, 0° 51′ 33″ est | « PA00099349 » « IA00018389 »                | Classé                 | 1935                | Château de Bosc-Bénard-Commin                                |
| Croix de cimetière de Bosc-Bénard-Crescy                     | Bosc-Bénard-Crescy                                                 | Rue de l'Église                                                                     | 49° 19′ 06″ nord, 0° 51′ 13″ est | « PA00099350 » « IA00018400 »                | Inscrit                | 1961                | Image manquante Téléverser                                   |
| Château de la Mésangère                                      | Bosguérard-de-Marcouville également sur Saint-Pierre-du-Bosguérard | La Mésangère                                                                        | 49° 16′ 30″ nord, 0° 52′ 05″ est | « PA27000074 » « IA00018419 » « IA27000564 » | Classé                 | 2015                | Château de la Mésangère                                      |
| Église Saint-Ouen de Bouchevilliers                          | Bouchevilliers                                                     | Rue du Hameau                                                                       | 49° 24′ 03″ nord, 1° 42′ 28″ est | « PA00099351 » « IA00017827 »                | Classé                 | 1961                | Église Saint-Ouen de Bouchevilliers                          |
| Manoir Sainte-Geneviève-des-Brumes                           | Bouchevilliers                                                     | La Cornaillerée                                                                     | 49° 24′ 15″ nord, 1° 42′ 37″ est | « PA00099352 » « IA00017826 »                | Inscrit                | 1974                | Image manquante Téléverser                                   |
| Château du Plessis-Bouquelon                                 | Bouquelon                                                          | Chemin Auger                                                                        | 49° 23′ 07″ nord, 0° 29′ 32″ est | « PA27000063 » « IA00018915 »                | Inscrit Classé         | 2005 2011           | Château du Plessis-Bouquelon                                 |
| Église Saint-Ouen de Bouquelon                               | Bouquelon                                                          | Place de l'Église                                                                   | 49° 23′ 46″ nord, 0° 29′ 25″ est | « PA00099353 » « IA00018913 »                | Inscrit                | 1948                | Église Saint-Ouen de Bouquelon                               |
| Château de Saint-Hilaire                                     | Bouquetot                                                          | Saint-Hilaire                                                                       | 49° 21′ 13″ nord, 0° 45′ 47″ est | « PA27000066 » « IA00018717 »                | Inscrit                | 2006                | Image manquante Téléverser                                   |
| Église Saint-Philbert de Bouquetot                           | Bouquetot                                                          | Rue de l'Église                                                                     | 49° 21′ 48″ nord, 0° 46′ 59″ est | « PA00099354 » « IA00018714 »                | Inscrit                | 1926                | Église Saint-Philbert de Bouquetot                           |
| Église Saint-Lô de Bourg-Achard                              | Bourg-Achard                                                       | Place de la Mairie                                                                  | 49° 21′ 17″ nord, 0° 49′ 04″ est | « PA00099355 » « IA00018530 »                | Classé                 | 1911                | Église Saint-Lô de Bourg-Achard                              |
| Église Saint-Ouen d'Infreville                               | Bourgtheroulde-Infreville                                          | Rue de Grainville                                                                   | 49° 18′ 37″ nord, 0° 52′ 14″ est | « PA00099356 » « IA00018444 »                | Inscrit                | 1961                | Église Saint-Ouen d'Infreville                               |
| Ferme du Logis                                               | Bourgtheroulde-Infreville                                          | Le Bourg Route de Rouen                                                             | 49° 18′ 01″ nord, 0° 52′ 25″ est | « PA00099357 »                               | Inscrit                | 1965                | Ferme du Logis                                               |
| Manoir de Beaumont (Bourneville)                             | Bourneville                                                        | La Ferme de Beaumont Route des Argilières                                           | 49° 23′ 26″ nord, 0° 35′ 40″ est | « PA27000002 » « IA00018917 »                | Inscrit                | 1996                | Manoir de Beaumont (Bourneville)                             |
| Becquet de l'Iton                                            | Bourth                                                             | Route de Francheville                                                               | 48° 46′ 55″ nord, 0° 49′ 16″ est | « PA27000049 »                               | Inscrit                | 2002                | Becquet de l'Iton                                            |
| Château de Brumare                                           | Brestot                                                            | Côte de Brumare                                                                     | 49° 20′ 27″ nord, 0° 40′ 32″ est | « PA00099358 » « IA00019631 »                | Inscrit                | 1978                | Château de Brumare                                           |
| Église Notre-Dame de Bretagnolles                            | Bretagnolles                                                       | Rue de l'Église                                                                     | 48° 57′ 08″ nord, 1° 21′ 17″ est | « PA00099359 »                               | Inscrit                | 1961                | Église Notre-Dame de Bretagnolles                            |
| Église Saint-Sulpice de Breteuil                             | Breteuil                                                           | Place de l'Église                                                                   | 48° 50′ 11″ nord, 0° 55′ 02″ est | « PA00099360 »                               | Inscrit                | 1932                | Église Saint-Sulpice de Breteuil                             |
| Hôtel de ville de Breteuil                                   | Breteuil                                                           | Rue Huckelhoven Rue aux Loups (C.V. 512)                                            | 48° 50′ 10″ nord, 0° 54′ 48″ est | « PA27000041 »                               | Inscrit                | 2001                | Hôtel de ville de Breteuil                                   |
| Église Saint-Cyr-et-Sainte-Julitte de Brétigny               | Brétigny                                                           | Le Bourg (D 586)                                                                    | 49° 12′ 49″ nord, 0° 40′ 30″ est | « PA27000003 »                               | Inscrit                | 1996                | Église Saint-Cyr-et-Sainte-Julitte de Brétigny               |
| Château de Breuilpont                                        | Breuilpont                                                         | 1 place du Général-de-Gaulle                                                        | 48° 57′ 47″ nord, 1° 25′ 41″ est | « PA27000089 »                               | inscrit                | 2017                | Image manquante Téléverser                                   |
| Pierre-Frite                                                 | Breuilpont                                                         | Chemin de la Chapelle Parc du château de Lorey                                      | 48° 57′ 17″ nord, 1° 24′ 45″ est | « PA00099361 »                               | Classé                 | 1950                | Pierre-Frite                                                 |
| Château de Brionne                                           | Brionne                                                            | Sentier du Vieux-Château                                                            | 49° 11′ 43″ nord, 0° 43′ 23″ est | « PA00099362 »                               | Inscrit                | 1925                | Château de Brionne                                           |
| Château de Broglie                                           | Broglie                                                            | Le Parc                                                                             | 49° 00′ 31″ nord, 0° 31′ 35″ est | « PA00099363 »                               | Inscrit                | 1974                | Image manquante Téléverser                                   |
| Église Saint-Martin de Broglie                               | Broglie                                                            | Rue Saint-Martin                                                                    | 49° 00′ 31″ nord, 0° 31′ 47″ est | « PA00099364 »                               | Classé                 | 1862                | Église Saint-Martin de Broglie                               |
| Église Sainte Radegonde de Morainville                       | Buis-sur-Damville                                                  | Impasse de l'Église                                                                 | 48° 49′ 55″ nord, 1° 07′ 16″ est | « PA00099365 »                               | Inscrit                | 1926                | Église Sainte Radegonde de Morainville                       |
| Abbaye Notre-Dame du Trésor                                  | Bus-Saint-Rémy                                                     | Route de l'Abbaye                                                                   | 49° 09′ 06″ nord, 1° 38′ 11″ est | « PA00099630 » « IA00017134 » « IA00017137 » | Inscrit Classé         | 1989 1992           | Abbaye Notre-Dame du Trésor                                  |
| Manoir de Bus                                                | Bus-Saint-Rémy                                                     | Rue de la Reine-Blanche                                                             | 49° 08′ 46″ nord, 1° 37′ 12″ est | « PA00099366 » « IA00017133 »                | Classé                 | 1933                | Manoir de Bus                                                |
| Manoir de Mailloc                                            | Cailly-sur-Eure                                                    | 1 rue de la Mairie C.V. 51                                                          | 49° 07′ 00″ nord, 1° 13′ 01″ est | « PA27000004 » « IA00017687 »                | Inscrit                | 1996                | Manoir de Mailloc                                            |
| Auberge du Grand Chouquet Royal                              | Caumont                                                            | 122 route Nationale                                                                 | 49° 21′ 22″ nord, 0° 53′ 50″ est | « PA27000058 »                               | Inscrit                | 2004                | Auberge du Grand Chouquet Royal                              |
| Croix de Caumont                                             | Caumont                                                            | Cimetière Rue de l'Église                                                           | 49° 21′ 59″ nord, 0° 53′ 56″ est | « PA00099367 » « IA00018550 »                | Inscrit                | 1961                | Croix de Caumont                                             |
| Château de la Tuilerie                                       | Cauverville-en-Roumois                                             | Allée de la Thuillerie Chemin du Renard                                             | 49° 21′ 53″ nord, 0° 38′ 36″ est | « PA27000018 » « IA00018568 »                | Inscrit                | 2011                | Château de la Tuilerie                                       |
| Église Notre-Dame de Cesseville                              | Cesseville                                                         | Rue de l'Église Route d'Ecquetot                                                    | 49° 10′ 52″ nord, 0° 58′ 42″ est | « PA00099368 »                               | Classé                 | 1929                | Église Notre-Dame de Cesseville                              |
| Prieuré de Chaise-Dieu-du-Theil                              | Chaise-Dieu-du-Theil                                               | Rue de l'Abbaye                                                                     | 48° 45′ 57″ nord, 0° 45′ 42″ est | « PA00099369 »                               | Inscrit                | 1971                | Prieuré de Chaise-Dieu-du-Theil                              |
| Château de Bonneville                                        | Chamblac                                                           | Bonneville                                                                          | 48° 59′ 14″ nord, 0° 32′ 59″ est | « PA00099370 »                               | Inscrit                | 1978 1991           | Château de Bonneville                                        |
| Château de Chambray                                          | Chambray                                                           | Grande Rue                                                                          | 49° 04′ 51″ nord, 1° 17′ 50″ est | « PA00099371 » « IA27000132 »                | Classé                 | 1973                | Image manquante Téléverser                                   |
| Église Saint-Martin de Chambray                              | Chambray                                                           | Rue de l'Église                                                                     | 49° 04′ 21″ nord, 1° 18′ 31″ est | « PA27000005 » « IA27000190 »                | Inscrit                | 1996                | Église Saint-Martin de Chambray                              |
| Église Notre-Dame de Champ-Dolent                            | Champ-Dolent                                                       | Rue de l'Église                                                                     | 48° 57′ 36″ nord, 1° 00′ 41″ est | « PA27000081 »                               | Inscrit                | 2010                | Église Notre-Dame de Champ-Dolent                            |
| Ensemble castral de Château-sur-Epte                         | Château-sur-Epte                                                   | Chemin des Gardes                                                                   | 49° 11′ 52″ nord, 1° 39′ 41″ est | « PA00099372 » « IA00017156 »                | Classé                 | 1998                | Ensemble castral de Château-sur-Epte                         |
| Manoir de Chauvincourt                                       | Chauvincourt-Provemont                                             | Rue de l'Église                                                                     | 49° 16′ 48″ nord, 1° 38′ 21″ est | « PA00099373 » « IA00016944 »                | Inscrit                | 1961 1998           | Manoir de Chauvincourt                                       |
| Château de Chennebrun                                        | Chennebrun                                                         | Rue de la Hustice                                                                   | 48° 40′ 51″ nord, 0° 46′ 58″ est | « PA00132770 »                               | Inscrit                | 1994                | Château de Chennebrun                                        |
| Église Saint-Pierre de Chéronvilliers                        | Chéronvilliers                                                     | D 21                                                                                | 48° 47′ 21″ nord, 0° 44′ 25″ est | « PA00099374 »                               | Inscrit                | 1953                | Église Saint-Pierre de Chéronvilliers                        |
| Église Saint-Martin de Cintray                               | Cintray                                                            | Le Village                                                                          | 48° 47′ 45″ nord, 0° 53′ 31″ est | « PA00099375 »                               | Classé                 | 1920                | Église Saint-Martin de Cintray                               |
| Église Saint-Martin de Claville                              | Claville                                                           | Place Bance                                                                         | 49° 02′ 52″ nord, 1° 01′ 11″ est | « PA00099376 »                               | Inscrit                | 1927                | Église Saint-Martin de Claville                              |
| Abbaye Saint-Pierre-et-Saint-Paul de Châtillon-lès-Conches   | Conches-en-Ouche                                                   | Rue Paul-Guilbaud                                                                   | 48° 58′ 00″ nord, 0° 56′ 38″ est | « PA27000043 »                               | Inscrit                | 2002                | Abbaye Saint-Pierre-et-Saint-Paul de Châtillon-lès-Conches   |
| Donjon de Conches-en-Ouche                                   | Conches-en-Ouche                                                   | Place Aristide Briand                                                               | 48° 57′ 41″ nord, 0° 56′ 36″ est | « PA00099377 »                               | Classé                 | 1886                | Donjon de Conches-en-Ouche                                   |
| Église Sainte-Foy de Conches-en-Ouche                        | Conches-en-Ouche                                                   | Rue Sainte-Foy                                                                      | 48° 57′ 45″ nord, 0° 56′ 31″ est | « PA00099378 »                               | Classé                 | 1840                | Église Sainte-Foy de Conches-en-Ouche                        |
| Abbaye Notre-Dame de Corneville                              | Corneville-sur-Risle                                               | 50 impasse Sainte-Anne                                                              | 49° 20′ 09″ nord, 0° 35′ 43″ est | « PA00099642 »                               | Inscrit                | 1992                | Abbaye Notre-Dame de Corneville                              |
| Auberge des Cloches de Corneville                            | Corneville-sur-Risle                                               | Route de Rouen Rue du Carillon                                                      | 49° 20′ 36″ nord, 0° 35′ 23″ est | « PA27000054 »                               | Inscrit                | 2003                | Auberge des Cloches de Corneville                            |
| Pont Napoléon                                                | Corneville-sur-Risle                                               | Chemin des Ifs (C.V. 18)                                                            | 49° 20′ 52″ nord, 0° 33′ 56″ est | « PA27000070 »                               | Inscrit                | 2007                | Pont Napoléon                                                |
| Église Saint-Martin de Coudres                               | Coudres                                                            | Place de l'Église Rue de Lignerolles                                                | 48° 51′ 53″ nord, 1° 14′ 51″ est | « PA27000032 »                               | Inscrit                | 1999                | Église Saint-Martin de Coudres                               |
| Château de Courteilles                                       | Courteilles                                                        | D 676                                                                               | 48° 44′ 05″ nord, 1° 00′ 22″ est | « PA00099379 »                               | Inscrit                | 1976                | Image manquante Téléverser                                   |
| Château du Jarrier                                           | Courteilles                                                        | Le Jarrier                                                                          | 48° 44′ 06″ nord, 1° 00′ 49″ est | « PA27000006 »                               | Inscrit                | 1996                | Château du Jarrier                                           |
| Maison Riquier                                               | Criquebeuf-sur-Seine                                               | 47 ruelle de la Vicomté                                                             | 49° 18′ 20″ nord, 1° 05′ 20″ est | « PA00099380 »                               | Inscrit                | 1932                | Image manquante Téléverser                                   |
| Abbaye de la Croix-Saint-Leufroy                             | La Croix-Saint-Leufroy                                             | Rue d'Évreux 16 Place de l'Église                                                   | 49° 06′ 32″ nord, 1° 14′ 19″ est | « PA27000062 »                               | Inscrit                | 2005                | Abbaye de la Croix-Saint-Leufroy                             |
| Manoir de la Boissière                                       | La Croix-Saint-Leufroy                                             | La Boissaye                                                                         | 49° 07′ 47″ nord, 1° 15′ 34″ est | « PA00099381 » « IA00017698 »                | Inscrit                | 1926                | Manoir de la Boissière                                       |
| Manoir de La Croix-Saint-Leufroy                             | La Croix-Saint-Leufroy                                             | Rue d'Évreux Rue du Manoir Le Manoir                                                | 49° 06′ 21″ nord, 1° 14′ 35″ est | « PA27000007 » « IA00017699 »                | Inscrit                | 1996                | Manoir de La Croix-Saint-Leufroy                             |
| Église Saint-Martin de Crosville-la-Vieille                  | Crosville-la-Vieille                                               | Rue de l'Église                                                                     | 49° 09′ 24″ nord, 0° 55′ 57″ est | « PA00099382 »                               | Inscrit                | 1934                | Église Saint-Martin de Crosville-la-Vieille                  |
| Église Saint-Pierre de Cuverville                            | Cuverville                                                         | Rue Grande                                                                          | 49° 17′ 14″ nord, 1° 22′ 18″ est | « PA00099383 » « IA00017530 » « IA00017531 » | Inscrit                | 1933                | Église Saint-Pierre de Cuverville                            |
| Église Notre-Dame de Dame-Marie                              | Dame-Marie                                                         | C.V. 43 L'Église                                                                    | 48° 48′ 21″ nord, 0° 59′ 46″ est | « PA00099384 »                               | Inscrit                | 1961                | Église Notre-Dame de Dame-Marie                              |
| Allée couverte de Dampsmesnil                                | Dampsmesnil                                                        | D 170 (Le Bois de Cocagne / Le Bois de la Garenne)                                  | 49° 10′ 31″ nord, 1° 39′ 01″ est | « PA00099385 » « IA00017178 »                | Classé                 | 1907                | Allée couverte de Dampsmesnil                                |
| Pont d'Aveny                                                 | Dampsmesnil                                                        | C.V. 56                                                                             | 49° 09′ 25″ nord, 1° 39′ 38″ est | « PA00135709 » « PA00135713 » « IA00017173 » | Classé                 | 1995                | Pont d'Aveny                                                 |
| Église Saint-Évroult de Damville                             | Damville                                                           | Place de l'Église                                                                   | 48° 52′ 17″ nord, 1° 04′ 25″ est | « PA00099386 »                               | Classé                 | 1921                | Église Saint-Évroult de Damville                             |
| Château de Montretout                                        | Dangu                                                              | 36 rue Gladiateur                                                                   | 49° 14′ 50″ nord, 1° 41′ 43″ est | « PA27000061 » « IA00017829 »                | Inscrit                | 2005                | Image manquante Téléverser                                   |
| Église Saint-Jean-Baptiste de Dangu                          | Dangu                                                              | Rue Saint-Jean                                                                      | 49° 15′ 02″ nord, 1° 41′ 55″ est | « PA00099387 » « IA00017830 »                | Classé                 | 1913                | Église Saint-Jean-Baptiste de Dangu                          |
| Grange dîmière de Daubeuf-la-Campagne                        | Daubeuf-la-Campagne                                                | La Ferme Rue de l'Église                                                            | 49° 11′ 34″ nord, 1° 01′ 48″ est | « PA00099388 »                               | Inscrit                | 1948                | Grange dîmière de Daubeuf-la-Campagne                        |
| Château de Brécourt                                          | Douains                                                            | Brécourt                                                                            | 49° 03′ 06″ nord, 1° 25′ 26″ est | « PA00099389 »                               | Inscrit                | 1967                | Château de Brécourt                                          |
| Église Saint-Aubin de Doudeauville-en-Vexin                  | Doudeauville-en-Vexin                                              | Rue Saint-Aubin                                                                     | 49° 19′ 39″ nord, 1° 35′ 19″ est | « PA00099390 » « IA00016948 »                | Classé                 | 1914                | Église Saint-Aubin de Doudeauville-en-Vexin                  |
| Château du Bosc-Henry                                        | Drucourt                                                           | Lieu-dit : Le Logis                                                                 | 49° 06′ 40″ nord, 0° 27′ 27″ est | « PA00099391 »                               | Inscrit                | 1954                | Image manquante Téléverser                                   |
| Église Notre-Dame de Drucourt                                | Drucourt                                                           | D 599                                                                               | 49° 06′ 56″ nord, 0° 27′ 53″ est | « PA00099392 »                               | Inscrit                | 1954                | Église Notre-Dame de Drucourt                                |
| Église Saint-Ouen de Duranville et porte romane de l'Église  | Duranville                                                         | Route de Paris                                                                      | 49° 08′ 57″ nord, 0° 30′ 36″ est | « PA00099393 »                               | Inscrit Classé         | 1937 1938           | Église Saint-Ouen de Duranville et porte romane de l'Église  |
| Église Notre-Dame et Saint-Jacques d'Écaquelon               | Écaquelon                                                          | Rue de l'Église                                                                     | 49° 17′ 31″ nord, 0° 43′ 24″ est | « PA00099394 » « IA00019645 »                | Inscrit                | 1926                | Église Notre-Dame et Saint-Jacques d'Écaquelon               |
| Collégiale Notre-Dame d'Écouis                               | Écouis                                                             | Place de la Collégiale, Place du Cloître                                            | 49° 18′ 39″ nord, 1° 25′ 57″ est | « PA00099395 » « IA00016832 »                | Classé                 | 1913                | Collégiale Notre-Dame d'Écouis                               |
| Château d'Émalleville                                        | Émalleville                                                        | Rue de Sandricourt                                                                  | 49° 05′ 48″ nord, 1° 09′ 18″ est | « PA27000008 »                               | Inscrit                | 1996                | Château d'Émalleville                                        |
| Pyramide commémorative de la bataille d'Ivry                 | Épieds                                                             | D 63 La Pyramide                                                                    | 48° 55′ 21″ nord, 1° 23′ 55″ est | « PA00099396 »                               | Classé                 | 1862                | Pyramide commémorative de la bataille d'Ivry                 |
| Calvaire d'Épreville-en-Lieuvin                              | Épreville-en-Lieuvin                                               |                                                                                     | 49° 12′ 08″ nord, 0° 32′ 10″ est | « PA00099397 »                               | Inscrit                | 1930                | Calvaire d'Épreville-en-Lieuvin                              |
| Église Saint-Pierre d'Épreville-en-Lieuvin                   | Épreville-en-Lieuvin                                               | L'église                                                                            | 49° 12′ 08″ nord, 0° 32′ 08″ est | « PA00099398 » « IA00051118 »                | Inscrit                | 1954                | Église Saint-Pierre d'Épreville-en-Lieuvin                   |
| Grange de la Fortière                                        | Épreville-en-Lieuvin                                               | La Fortière                                                                         | 49° 12′ 55″ nord, 0° 32′ 47″ est | « PA27000068 »                               | Inscrit                | 2006                | Grange de la Fortière                                        |
| Église Saint-Gervais - Saint-Protais d'Étrépagny             | Étrépagny                                                          | Rue du Maréchal Foch, place du marché                                               | 49° 18′ 19″ nord, 1° 36′ 44″ est | « PA27000078 » « IA00016956 »                | Inscrit                | 2009                | Église Saint-Gervais - Saint-Protais d'Étrépagny             |
| Église Saint-Samson d'Étréville                              | Étréville                                                          | Rue Dumontiers, impasse des Canadiens                                               | 49° 22′ 17″ nord, 0° 38′ 57″ est | « PA00099399 » « IA00018571 »                | Inscrit                | 1961                | Église Saint-Samson d'Étréville                              |
| Cathédrale Notre-Dame d'Évreux                               | Évreux                                                             | Rue Charles-Corbeau                                                                 | 49° 01′ 27″ nord, 1° 09′ 03″ est | « PA00099400 »                               | Classé                 | 1862                | Cathédrale Notre-Dame d'Évreux                               |
| Petit château de Navarre                                     | Évreux                                                             | 56 avenue Aristide Briand                                                           | 49° 01′ 06″ nord, 1° 07′ 29″ est |                                              | Inscrit                | 3 octobre 2018      | Petit château de Navarre                                     |
| Couvent des Capucins d'Évreux                                | Évreux                                                             | Rue Jean-Jaurès Rue de Pannette                                                     | 49° 01′ 16″ nord, 1° 09′ 04″ est | « PA00099401 »                               | Classé Inscrit         | 1931 1963           | Couvent des Capucins d'Évreux                                |
| Couvent des Cordeliers d'Évreux                              | Évreux                                                             | 6 rue du Docteur Guindey 7 rue Dubais                                               | 49° 01′ 24″ nord, 1° 08′ 51″ est | « PA00132692 »                               | Inscrit                | 1994                | Couvent des Cordeliers d'Évreux                              |
| Couvent des Ursulines d'Évreux                               | Évreux                                                             | Rue Édouard Feray                                                                   | 49° 01′ 43″ nord, 1° 09′ 06″ est | « PA00099402 »                               | Inscrit                | 1975                | Couvent des Ursulines d'Évreux                               |
| Église Saint-Taurin                                          | Évreux                                                             | 7 rue Joséphine Place de Saint-Taurin                                               | 49° 01′ 26″ nord, 1° 08′ 30″ est | « PA00099403 »                               | Classé Inscrit         | 1840 1846 1996      | Église Saint-Taurin                                          |
| Ancien Immeuble Gomel                                        | Évreux                                                             | rue Charles Corbeau                                                                 | 49° 01′ 28″ nord, 1° 09′ 06″ est | « PA00099406 »                               | Classé                 | 1937                | Ancien Immeuble Gomel                                        |
| Ancien palais épiscopal (musée d'Évreux)                     | Évreux                                                             | Rue Charles Corbeau, boulevard Chambaudoin                                          | 49° 01′ 26″ nord, 1° 09′ 03″ est | « PA00099405 »                               | Classé                 | 1907                | Ancien palais épiscopal (musée d'Évreux)                     |
| Rempart gallo-romain d'Évreux                                | Évreux                                                             | Allée des Soupirs Rue de la Petite-Cité Rue Charles-Corbeau Rue de l'Horloge        | 49° 01′ 25″ nord, 1° 09′ 01″ est | « PA00099407 »                               | Classé Inscrit         | 1941 1984 1996      | Rempart gallo-romain d'Évreux                                |
| Théâtre municipal d'Évreux                                   | Évreux                                                             | Place du Général-de-Gaulle, rue de Grenoble                                         | 49° 01′ 35″ nord, 1° 09′ 06″ est | « PA27000053 »                               | Inscrit                | 2002                | Théâtre municipal d'Évreux                                   |
| Tour de l'Horloge                                            | Évreux                                                             | Rue de l'Horloge                                                                    | 49° 01′ 37″ nord, 1° 09′ 01″ est | « PA00099408 »                               | Classé                 | 1862                | Tour de l'Horloge                                            |
| Église Saint-André d'Ézy-sur-Eure                            | Ézy-sur-Eure                                                       | Rue de la République                                                                | 48° 51′ 51″ nord, 1° 25′ 09″ est | « PA27000060 »                               | Inscrit                | 2004                | Église Saint-André d'Ézy-sur-Eure                            |
| Abbaye de Grestain                                           | Fatouville-Grestain                                                | Grestain                                                                            | 49° 25′ 34″ nord, 0° 19′ 55″ est | « PA00099409 » « IA00054709 »                | Inscrit                | 1975                | Abbaye de Grestain                                           |
| Église Saint-Martin de Fatouville-Grestain                   | Fatouville-Grestain                                                | Le bourg                                                                            | 49° 24′ 20″ nord, 0° 19′ 38″ est | « PA00099410 » « IA00054698 »                | Inscrit                | 1954                | Église Saint-Martin de Fatouville-Grestain                   |
| Phare de Fatouville                                          | Fatouville-Grestain                                                | Les bruyères de Fatouville                                                          | 49° 24′ 51″ nord, 0° 19′ 31″ est | « PA27000079 » « IA00054704 »                | Classé                 | 2011                | Phare de Fatouville                                          |
| Église Sainte-Geneviève du Favril                            | Le Favril                                                          | Vierge de l'Église                                                                  | 49° 10′ 56″ nord, 0° 31′ 56″ est | « PA00099411 »                               | Inscrit                | 1961                | Église Sainte-Geneviève du Favril                            |
| Église Saint-Georges de La Ferrière-sur-Risle                | La Ferrière-sur-Risle                                              | Rue Grande rue des Huchiers place André-Fouquet                                     | 48° 58′ 40″ nord, 0° 47′ 08″ est | « PA00099412 »                               | Classé                 | 1913                | Église Saint-Georges de La Ferrière-sur-Risle                |
| Halle de La Ferrière-sur-Risle                               | La Ferrière-sur-Risle                                              | Rue Grande rue des Huchiers place André-Fouquet                                     | 48° 58′ 42″ nord, 0° 47′ 12″ est | « PA00099413 »                               | Inscrit                | 1926                | Halle de La Ferrière-sur-Risle                               |
| Maison du 16 rue des Huchiers                                | La Ferrière-sur-Risle                                              | 16 rue des Huchiers, ruelle Basse                                                   | 48° 58′ 40″ nord, 0° 47′ 09″ est | « PA00099414 »                               | Inscrit                | 1926                | Image manquante Téléverser                                   |
| Église Sainte-Christine de Ferrières-Haut-Clocher            | Ferrières-Haut-Clocher                                             | Rue Sainte-Christine                                                                | 49° 01′ 15″ nord, 0° 58′ 53″ est | « PA00099415 »                               | Inscrit                | 1954                | Église Sainte-Christine de Ferrières-Haut-Clocher            |
| Église Saint-Éloi du Fidelaire                               | Le Fidelaire                                                       | Rue Saint-Éloi                                                                      | 48° 57′ 00″ nord, 0° 48′ 54″ est | « PA00099416 »                               | Inscrit                | 1961                | Église Saint-Éloi du Fidelaire                               |
| Église Saint-Georges de Fiquefleur                           | Fiquefleur-Équainville                                             | Vierge d'Équainville                                                                | 49° 23′ 25″ nord, 0° 18′ 36″ est | « PA00099641 » « IA00054634 »                | Inscrit                | 1992                | Église Saint-Georges de Fiquefleur                           |
| Château de Fleury-la-Forêt                                   | Fleury-la-Forêt                                                    | route de Lyons                                                                      | 49° 24′ 50″ nord, 1° 32′ 46″ est | « PA00099637 » « IA00016860 »                | Inscrit Classé Inscrit | 1991 1993           | Château de Fleury-la-Forêt                                   |
| Chapelle Saint-Éloi de Fontaine-la-Soret                     | Fontaine-la-Soret                                                  | Le Malassis rue de Saint-Éloi                                                       | 49° 07′ 48″ nord, 0° 43′ 11″ est | « PA00099417 » « IA00018798 »                | Inscrit                | 1936                | Chapelle Saint-Éloi de Fontaine-la-Soret                     |
| Château de Fontaine-la-Soret                                 | Fontaine-la-Soret                                                  | Le château rue du Château Grande-Rue                                                | 49° 08′ 56″ nord, 0° 43′ 12″ est | « PA00099418 » « IA00018801 » « IA27000557 » | Inscrit                | 1986 1995           | Château de Fontaine-la-Soret                                 |
| Église Saint-Martin de Fontaine-la-Soret                     | Fontaine-la-Soret                                                  | Place de l'Église                                                                   | 49° 08′ 59″ nord, 0° 42′ 54″ est | « PA00099419 » « IA00018802 »                | Classé                 | 1846                | Église Saint-Martin de Fontaine-la-Soret                     |
| Église Saint-Sulpice de Forêt-la-Folie                       | Forêt-la-Folie                                                     | D 9 rue de l'Église                                                                 | 49° 13′ 25″ nord, 1° 31′ 46″ est | « PA00099420 » « IA00017201 »                | Inscrit                | 1961                | Église Saint-Sulpice de Forêt-la-Folie                       |
| Église Saint-Martin-et-Saint-Pierre de Foulbec               | Foulbec                                                            | Le village                                                                          | 49° 24′ 06″ nord, 0° 25′ 17″ est | « PA00099421 » « IA00054589 »                | Inscrit                | 1927                | Église Saint-Martin-et-Saint-Pierre de Foulbec               |
| Église Saint-Pierre de Fourges                               | Fourges                                                            | Route d'Écos                                                                        | 49° 07′ 18″ nord, 1° 38′ 23″ est | « PA00099422 » « IA00017209 »                | Inscrit                | 1962                | Église Saint-Pierre de Fourges                               |
| Église Notre-Dame de Fourmetot                               | Fourmetot                                                          | D 139 route du bourg                                                                | 49° 22′ 52″ nord, 0° 34′ 20″ est | « PA00099423 »                               | Inscrit                | 1932                | Église Notre-Dame de Fourmetot                               |
| Église Saint-Sauveur de Fours-en-Vexin                       | Fours-en-Vexin                                                     | D 7 rue de l'Église                                                                 | 49° 11′ 11″ nord, 1° 36′ 07″ est | « PA00099424 »                               | Classé                 | 1971                | Église Saint-Sauveur de Fours-en-Vexin                       |
| Église Saint-Martin de Fresne-l'Archevêque                   | Fresne-l'Archevêque                                                | D 1 rue grande rue ancienne de Fleury                                               | 49° 17′ 41″ nord, 1° 24′ 13″ est | « PA00099425 » « IA00017546 »                | Inscrit                | 1927                | Église Saint-Martin de Fresne-l'Archevêque                   |
| Calvaire de Gadencourt                                       | Gadencourt                                                         | D 71 Le Cimetière                                                                   | 48° 58′ 38″ nord, 1° 24′ 08″ est | « PA00099426 »                               | Inscrit                | 1926                | Calvaire de Gadencourt                                       |
| Château de Gaillon                                           | Gaillon                                                            | Allée du Château Allée de l'Ermitage                                                | 49° 09′ 40″ nord, 1° 19′ 48″ est | « PA00099427 » « IA00017632 »                | Classé Inscrit Classé  | 1862 1965 1996 2024 | Château de Gaillon                                           |
| Maison à pans de bois                                        | Gaillon                                                            | 10, 12, 14, 16 place de l'Église                                                    | 49° 09′ 37″ nord, 1° 19′ 50″ est | « PA00099428 »                               | Classé                 | 1943                | Maison à pans de bois                                        |
| Prieuré Saint-Nicaise de Gasny                               | Gasny                                                              |                                                                                     | 49° 05′ 20″ nord, 1° 36′ 25″ est | « PA00099638 »                               | Inscrit                | 1991                | Prieuré Saint-Nicaise de Gasny                               |
| Manoir de Gauciel                                            | Gauciel                                                            | Le clos du manoir                                                                   | 49° 02′ 17″ nord, 1° 15′ 29″ est | « PA27000072 »                               | Inscrit                | 2008                | Manoir de Gauciel                                            |
| Église Saint-Ouen de Saint-Ouen-de-Mancelles                 | Gisay-la-Coudre                                                    | Saint-Ouen-de-Mancelles                                                             | 48° 56′ 15″ nord, 0° 35′ 52″ est | « PA00099429 » « IA00019448 »                | Inscrit                | 1962                | Église Saint-Ouen de Saint-Ouen-de-Mancelles                 |
| Château de Gisors                                            | Gisors                                                             | Place de Blanmont rue de Penthièvre                                                 | 49° 16′ 51″ nord, 1° 46′ 28″ est | « PA00099430 » « IA00017799 »                | Classé                 | 1862                | Château de Gisors                                            |
| Collégiale Saint-Gervais-Saint-Protais de Gisors             | Gisors                                                             | Parvis de l'église, rue Saint-Gervais                                               | 49° 16′ 45″ nord, 1° 46′ 33″ est | « PA00099431 » « IA00017798 »                | Classé                 | 1840                | Collégiale Saint-Gervais-Saint-Protais de Gisors             |
| Ferme de Vaux                                                | Gisors                                                             | 1 rue Pierre-Durand                                                                 | 49° 16′ 09″ nord, 1° 45′ 44″ est | « PA27000042 » « IA00017787 »                | Inscrit                | 2001                | Ferme de Vaux                                                |
| Lavoir de Gisors                                             | Gisors                                                             | Rue des Argillières                                                                 | 49° 16′ 51″ nord, 1° 46′ 39″ est | « PA00099432 » « IA00017789 »                | Inscrit                | 1927                | Lavoir de Gisors                                             |
| Léproserie Saint-Lazare                                      | Gisors                                                             | Route de Rouen                                                                      | 49° 16′ 47″ nord, 1° 45′ 49″ est | « PA00099636 » « IA00017791 »                | Classé                 | 1992                | Léproserie Saint-Lazare                                      |
| Pavillon du parc du Douai de Graville                        | Gisors                                                             | Rue de Preslay                                                                      | 49° 16′ 42″ nord, 1° 46′ 23″ est | « PA00099433 »                               | Classé                 | 1976                | Pavillon du parc du Douai de Graville                        |
| Église Sainte-Radegonde de Giverny                           | Giverny                                                            | Rue Claude Monet                                                                    | 49° 04′ 39″ nord, 1° 31′ 25″ est | « PA00099434 » « IA00017234 »                | Inscrit                | 2009                | Église Sainte-Radegonde de Giverny                           |
| Fondation Claude Monet                                       | Giverny                                                            | 84 rue Claude-Monet                                                                 | 49° 04′ 31″ nord, 1° 32′ 02″ est | « PA00099435 » « IA00018277 » « IA27000558 » | Inscrit                | 1976                | Fondation Claude Monet                                       |
| Manoir de Glos-sur-Risle                                     | Glos-sur-Risle                                                     | Les Prés de Glos Rue de l'Église                                                    | 49° 16′ 04″ nord, 0° 40′ 46″ est | « PA27000033 » « IA00019662 »                | Inscrit                | 1999                | Manoir de Glos-sur-Risle                                     |
| Église Notre-Dame de Goupillières                            | Goupillières                                                       | D 24 rue du Neubourg                                                                | 49° 07′ 39″ nord, 0° 45′ 39″ est | « PA00099436 » « IA00018804 »                | Inscrit                | 1954                | Église Notre-Dame de Goupillières                            |
| Partie du parc du Château de Beaumesnil                      | Gouttières                                                         | D 25 rue du château                                                                 | 49° 00′ 50″ nord, 0° 42′ 41″ est | « PA27000019 »                               | Inscrit Classé Inscrit | 1926 1966 1997      | Partie du parc du Château de Beaumesnil                      |
| Château de Chambray                                          | Gouville                                                           | Chambray, route de la Chartreuse                                                    | 48° 50′ 27″ nord, 1° 00′ 22″ est | « PA00099437 » « IA27000552 »                | Inscrit                | 1971                | Château de Chambray                                          |
| Château d'Hellenvilliers                                     | Grandvilliers                                                      | Rue de l'ancienne mairie Hellenvilliers                                             | 48° 48′ 19″ nord, 1° 06′ 22″ est | « PA00099449 »                               | Inscrit                | 1952                | Château d'Hellenvilliers                                     |
| Portail de l'Église Saint-Martin de Grandvilliers            | Grandvilliers                                                      | D 60 Route de Damville                                                              | 48° 48′ 53″ nord, 1° 03′ 40″ est | « PA00099438 »                               | Inscrit                | 1954                | Portail de l'Église Saint-Martin de Grandvilliers            |
| Château de Graveron                                          | Graveron-Sémerville                                                | Avenue du Château Hameau de Graveron                                                | 49° 05′ 43″ nord, 0° 58′ 26″ est | « PA27000009 »                               | Inscrit                | 1996                | Château de Graveron                                          |
| Léproserie dite Maladrerie Saint-Nicolas                     | Gravigny                                                           | 15, rue du Carmel                                                                   | 49° 02′ 23″ nord, 1° 09′ 37″ est | « PA00135536 »                               | Inscrit                | 1995                | Léproserie dite Maladrerie Saint-Nicolas                     |
| Église Saint-Léger de Grosley-sur-Risle                      | Grosley-sur-Risle                                                  | Rue de l'Église                                                                     | 49° 02′ 44″ nord, 0° 48′ 04″ est | « PA00099439 » « IA00018810 »                | Inscrit                | 1954                | Église Saint-Léger de Grosley-sur-Risle                      |
| Église Notre-Dame de Guerny                                  | Guerny                                                             | Rue de l'Église                                                                     | 49° 13′ 15″ nord, 1° 40′ 50″ est | « PA00099440 » « IA00017832 »                | Inscrit                | 1927                | Église Notre-Dame de Guerny                                  |
| Église Saint-Denis de Guiseniers                             | Guiseniers                                                         | Rue Henri Etancelin                                                                 | 49° 13′ 00″ nord, 1° 28′ 54″ est | « PA00099441 » « IA00017553 »                | Inscrit                | 1954                | Église Saint-Denis de Guiseniers                             |
| Ferme de Guiseniers                                          | Guiseniers                                                         | Rue Omer Canteloup                                                                  | 49° 13′ 00″ nord, 1° 28′ 56″ est | « PA00099442 » « IA00017550 »                | Inscrit                | 1954                | Ferme de Guiseniers                                          |
| Château d'Harcourt                                           | Harcourt                                                           | Rue du château                                                                      | 49° 10′ 26″ nord, 0° 47′ 11″ est | « PA00099443 »                               | Classé                 | 1862                | Château d'Harcourt                                           |
| Église Saint-Ouen d'Harcourt                                 | Harcourt                                                           | D 137 Rue de la Libération Août 1944                                                | 49° 10′ 01″ nord, 0° 47′ 07″ est | « PA00099444 »                               | Classé                 | 1862 1995           | Église Saint-Ouen d'Harcourt                                 |
| Hôtel de ville d'Harcourt                                    | Harcourt                                                           | 2, place du Général Chrétien                                                        | 49° 10′ 01″ nord, 0° 47′ 09″ est | « PA27000040 »                               | Inscrit                | 2001                | Hôtel de ville d'Harcourt                                    |
| Moulin de Pierre de Hauville                                 | Hauville                                                           | Rue du Moulin de Pierre                                                             | 49° 23′ 38″ nord, 0° 47′ 11″ est | « PA00099445 » « IA00018606 »                | Inscrit                | 1979                | Moulin de Pierre de Hauville                                 |
| Château de Bonneval (ou domaine de Bonneval)                 | La Haye-Aubrée                                                     | Rue de Bonneval                                                                     | 49° 24′ 05″ nord, 0° 42′ 30″ est | « PA00099446 » « IA00018618 »                | Classé Inscrit         | 1963 1990           | Image manquante Téléverser                                   |
| Église Saint-Léger de La Haye-Aubrée                         | La Haye-Aubrée                                                     | Place de l'Église                                                                   | 49° 23′ 16″ nord, 0° 41′ 33″ est | « PA00099447 » « IA00018613 »                | Inscrit                | 1962                | Église Saint-Léger de La Haye-Aubrée                         |
| Manoir de Fréville dit Manoir des Broches                    | La Haye-de-Routot                                                  | Rue des Broches                                                                     | 49° 24′ 24″ nord, 0° 43′ 05″ est | « PA27000020 »                               | Inscrit                | 1997                | Image manquante Téléverser                                   |
| Église Saint-Laurent d'Hébécourt                             | Hébécourt                                                          | Le fond d'Hébécourt, rue du manoir                                                  | 49° 20′ 55″ nord, 1° 42′ 59″ est | « PA00099448 » « IA00017835 »                | Inscrit                | 1927                | Église Saint-Laurent d'Hébécourt                             |
| Manoir de Salverte                                           | Heubécourt-Haricourt                                               | Place de l'Église                                                                   | 49° 08′ 11″ nord, 1° 33′ 37″ est | « PA00099450 » « IA00017246 »                | Inscrit                | 1927                | Manoir de Salverte                                           |
| Manoir dit Château du Colombier                              | Heudebouville                                                      | Route des Andelys                                                                   | 49° 11′ 23″ nord, 1° 14′ 29″ est | « PA00099451 » « IA00019311 »                | Inscrit Classé         | 1984                | Image manquante Téléverser                                   |
| Château d'Heudicourt                                         | Heudicourt                                                         | D 3 Route d'Étrépagny Grand'rue Place de l'Église                                   | 49° 20′ 10″ nord, 1° 39′ 37″ est | « PA00099452 » « IA27000560 »                | Classé                 | 1966                | Château d'Heudicourt                                         |
| Église Saint-Sulpice d'Heudicourt                            | Heudicourt                                                         | Place de l'Église, Rue de l'Église                                                  | 49° 20′ 08″ nord, 1° 39′ 42″ est | « PA00099453 » « IA00016980 »                | Classé                 | 1932                | Église Saint-Sulpice d'Heudicourt                            |
| Manoir d'Heudreville-sur-Eure                                | Heudreville-sur-Eure                                               | D 71 rue des Tilleuls                                                               | 49° 08′ 15″ nord, 1° 11′ 31″ est | « PA00099454 » « IA00017715 »                | Inscrit                | 1974                | Manoir d'Heudreville-sur-Eure                                |
| Église Notre-Dame d'Houetteville                             | Houetteville                                                       | D 52                                                                                | 49° 07′ 42″ nord, 1° 06′ 35″ est | « PA00099455 »                               | Inscrit                | 1954                | Église Notre-Dame d'Houetteville                             |
| Église Saint-Médard d'Illeville-sur-Montfort                 | Illeville-sur-Montfort                                             | Place de l'Église Rue Sainte-Bernadette                                             | 49° 19′ 36″ nord, 0° 43′ 34″ est | « PA00099456 » « IA00019668 »                | Inscrit                | 1926                | Église Saint-Médard d'Illeville-sur-Montfort                 |
| Chapelle seigneuriale Notre-Dame-de-Pitié d'Illiers-l'Évêque | Illiers-l'Évêque                                                   | D 45 rue de l'Église                                                                | 48° 49′ 10″ nord, 1° 15′ 48″ est | « PA00099457 »                               | Classé                 | 1938                | Chapelle seigneuriale Notre-Dame-de-Pitié d'Illiers-l'Évêque |
| Église Notre-Dame d'Iville                                   | Iville                                                             | D 84 Sentier Brûlée                                                                 | 49° 10′ 38″ nord, 0° 55′ 40″ est | « PA00099458 »                               | Inscrit                | 1954                | Église Notre-Dame d'Iville                                   |
| Abbaye Notre-Dame d'Ivry                                     | Ivry-la-Bataille                                                   | Rue de l'Abbaye                                                                     | 48° 53′ 06″ nord, 1° 27′ 46″ est | « PA00099459 »                               | Classé                 | 1932                | Abbaye Notre-Dame d'Ivry                                     |
| Château d'Ivry-la-Bataille                                   | Ivry-la-Bataille                                                   | La Butte Talbot                                                                     | 48° 53′ 06″ nord, 1° 27′ 25″ est | « PA00099460 »                               | Classé                 | 1990                | Château d'Ivry-la-Bataille                                   |
| Église Saint-Martin d'Ivry-la-Bataille                       | Ivry-la-Bataille                                                   | Rue de la Sense                                                                     | 48° 52′ 58″ nord, 1° 27′ 29″ est | « PA00099461 »                               | Inscrit                | 1958                | Église Saint-Martin d'Ivry-la-Bataille                       |
| Maison de Henri IV                                           | Ivry-la-Bataille                                                   | 3 rue de Garennes                                                                   | 48° 53′ 00″ nord, 1° 27′ 31″ est | « PA00099462 »                               | Inscrit                | 1932                | Maison de Henri IV                                           |